# 王晶垚
王晶垚（1921年3月1日—2021年8月29日），中国江苏淮安人，歷史学者，妻子為卞仲耘。

## 个人经历
1921年3月1日生于江苏淮安；
1945年燕京大学历史系毕业；
1957年-1986年在中国科学院哲学社会科学部近代史担任副研究员。研究中华民国史、中国近现代文化思想史、南社史；
1990年11月，任中国南社与柳亚子研究会常务副会长
2014年1月27日，宋彬彬发表涉及自己对卞仲耘校长于文化大革命中的遇难负有责任的道歉。5天后，王晶垚发表了拒绝接受宋彬彬道歉的声明。
2021年8月29日凌晨，王晶垚在北京因病逝世，享年100岁，家屬意願喪事從簡且不舉行告別式，僅有他曾任職的中国社会科学院近代史研究所發出訃告。

## 出版作品
- 《柳亚子选集》（王晶垚等编，人民出版社1989年版）[9]
- 《中华民国史资料丛稿专题资料》(主编，中国社会科学出版社1979年12月-1982年9月）